# بیوبو

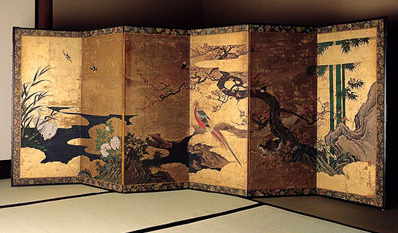
یک بیبو دارای شش پانل متعلق به قرن هفدهم

بیوبو (به ژاپنی: 屏風 Byōbu)، صفحات تاشو یا پردینه ژاپنی ساخته شده از چندین پانل به هم پیوسته، دارای نقاشی‌های تزئینی و خوشنویسی هستند که برای جداسازی فضاهای داخلی و محصور کردن فضاهای خصوصی و سایر موارد استفاده می‌شوند.